# Palača kulture Rafaela Uribe Uribe
Palača kulture Rafaela Uribe Uribe (špansko  Palacio de la Cultura Rafael Uribe Uribe) je javna stavba v Medellínu, Kolumbija, v kateri so kulturni programi, povezani z departmajem Antioquia, kot so koncerti, konference in umetniške razstave. Belgijski arhitekt Agustín Goovaerts je stavbo zasnoval v neogotskem slogu. Palača je dobila ime po Rafaelu Uribe Uribeju, generalu kolumbijske liberalne stranke.
Palača kulture danes velja za narodni spomenik Kolumbije in je prosto odprta za javnost. V njej je Inštitut za kulturo in dediščino Antioquia. Obiskovalcem so na voljo zgodovinski in fotografski arhiv, glasbeni in zvočni arhiv, kavarna, knjižnica, dokumentacijski center, stalna umetniška galerija in muzejska soba Rafael Uribe Uribe. Velika kupola, ki je v stavbi, se uporablja tudi kot avditorij in projekcijsko sobo ter za gledanje filmov.

## Lega
Stavba stoji v občini La Candelaria, v srednje-vzhodnem območju Medellína. Je v urbanem delu Medellína. Na območju je veliko peš prometa, v neposredni bližini so postaja Berrío Park podzemne železnice Medellín, Botero Plaza, Berrío Park, Muzej Antioquia, Park Bolívar in bazilika Marije Candelarije.

## Zgodnja zgodovina
17. aprila 1826 se je sedež guvernerja Santa Fe de Antioquia preselil v Medellin in od takrat se je začela razprava o potrebi po izgradnji prostorov, kjer bi bila upravna oblast  regije. Prvotni sedež je bila stara hiša na vogalu ulice Bolívar in ulice Boyacá. Hiša je imela dve etaži in 16 pisarn.
General Pedro Nel Ospina, ki je bil takrat guverner Antioquie in kasneje postal predsednik Kolumbije, je leta 1920 zahteval gradnjo te stavbe in več drugih za Medellín. Prvotni načrti za stavbo so bili sporni, tako da je bila njena končna stavba bolj skromna, kot je bilo prvotno načrtovano. Palača Rafaela Uribe Uribe je bila prvotno uradna stavba vlade Antioquie in je bila znana kot Palača Calibío. Gradili so jo od 1925 do 1937 in jo je zasnoval belgijski arhitekt Agustín Goovaerts v neogotskem slogu.

## Stavba

### Prva faza
Gradnja se je začela leta 1925 z odsekom na križišču ulice Calibío in ulice Bolívar. Ta del naj bi gostil Arhiv in skupščino departmaja. Delo je bilo treba ustaviti na ukaz guvernerja Camila C. Restrepa med krizo leta 1929. Primanjkljaj v blagajni je gradnjo odložil za štiri leta.

### Druga faza
Po štirih letih so se gradbena dela nadaljevala leta 1932. Ta gradbena faza je vključevala gradnjo osmerokotne enote in vzhodnega krila ter stopnic s hodniki in balkoni na ulici Bolívar. Inženir in arhitekt Jesús Mejía je spremenil načrte za balkonsko območje, ker naj bi ta prostor namesto tega uporabljali za drug namen.
Njegovo delo za notranjo dekoracijo današnje skupščine je urad Luis Lopez Avditorij. V notranjosti so tudi bronasti reliefi, ki jih je odlil Bernardo Vieco, stenska freska Osvoboditev sužnjev Ignacia Gómeza Jaramilla, vitražna okna, združena s starodavno tehniko s svincem, bratov Horace in Arturo Longasa in osrednjo svetilko.

### Tretja faza
Leta 1937 je vlada zapustila palačo. Dvorane nedokončane stavbe so zaprli z improviziranimi ograjami. Zaradi vse slabšega položaja je vlada začela načrtovati gradnjo še ene stavbe kot sedeža vlade, ki bi bila na zemljišču ob železniški postaji.

### Zadnja faza
Za dokončanje gradnje so sklenili pogodbo z arhitekti Gerardom Mejía, Gustavom Restrepom in Gustavom Aristizabalom. Vodili so gradnjo severne fasade in ponovno pridobili nekatere elemente prvotne dekoracije. Nazadnje je bila leta 1982 na podlagi resolucije 000002 Državnega sveta za narodne spomenike palača nadgrajena v nacionalni spomenik.

## Sprememba imena
Uradi guvernerja so se preselili v nove prostore v upravnem centru La Alpujarra. Ko je prenehala biti vladni sedež, se je stavba leta 1987 preimenovala v Palačo kulture Rafaela Uribe Uribe v čast kolumbijskemu generalu Rafaelu Uribe Uribeju, ki se je boril v tisočdnevni vojni. Nekateri so predlagali, da bi palača postala trgovsko središče, tako kot se je zgodilo z Velikim semeniščem (zdaj trgovski center Villanueva) in Narodno palačo (zdaj znano kot National Palace Mall). Drugi so predlagali porušitev palače, da bi zgradili novo stavbo.
Palača je bila zasnovana z Odlokom št. 59 iz leta 1986 in št. 35 iz leta 1988 za kulturne dejavnosti. V ta namen je bila določena za sedež takratnega Direktorata za kulturno, Ministrstva za izobraževanje in kulturo Antioquia, ki je danes znan kot Inštitut za kulturo in dediščino Antioquiaje.

## Opis
Prvotna zasnova je obsegala pet nadstropij s prostorom za več kot 300 pisarn, veliko dvorano za skupščino departmaja, knjižnico in muzej. Vsi ti načrti niso prišli do končne gradnje. Palača ima štiri nadstropja, osrednje dvorišče in strešno opazovalnico.
Lupina kupole je mojstrovina matematične arhitekture. Kovinski nosilci so bili uvoženi iz Belgije leta 1928, njihova montaža je bila izvedena po modelu, ki so ga uporabljali za newyorške nebotičnike, pri čemer so matice in vijake segrevali do žareče z učinkom zategovanja in dali trdnost konstrukciji kljub odsotnosti varjenja.

## Galerija
- Palača je osvetljena med božičem v Medellínu.
- Doprsni kip kolumbijskega pisatelja Tomása Carrasquille.
- Stranski pogled na palačo.
- Terasa palače kulture Rafael Uribe Uribe
- Fasada notranjosti stavbe.